# Protopterus
Protopterus är ett släkte av lungfiskar. Protopterus är enda släktet i familjen Protopteridae.
Typisk är en långsträckt kropp liksom en ål och två lungflyglar. Ungdjur har yttre gälar men de finns inte kvar hos de vuxna djuren. Bröst- och bukfenorna liknar ett snöre i utseende och de används som känselsinne. Släktets medlemmar förekommer i Afrika. De gräver in sig i leran vid torka och skapar ett skyddande hölje liksom en kokong.
Arter enligt Catalogue of Life:
- Protopterus aethiopicus
- Protopterus amphibius
- Protopterus annectens
- Protopterus dolloi

IUCN listar alla arter som livskarftiga (LC).